# 札樽線 (北海道中央バス)

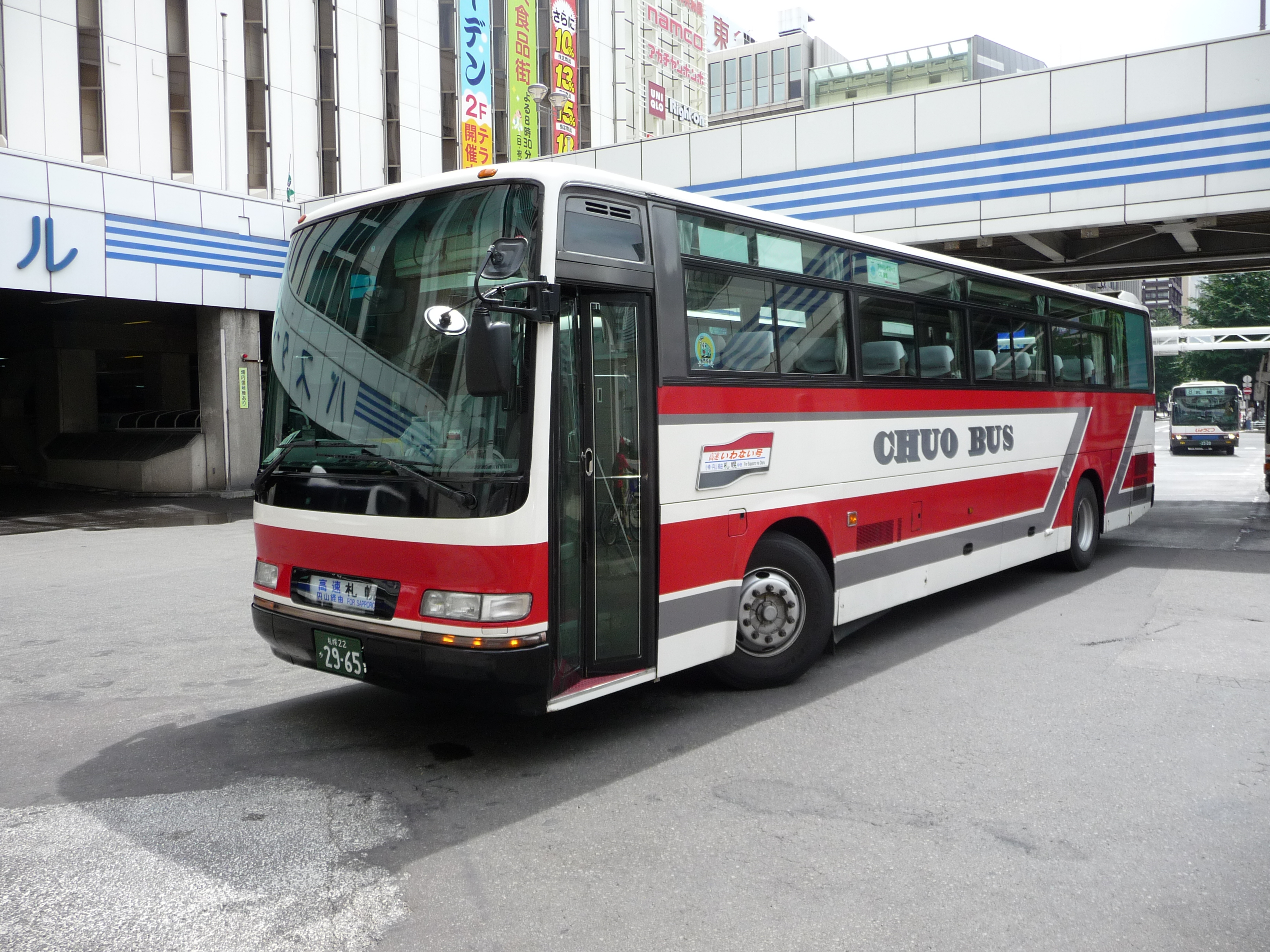
札樽道経由車両の一例（高速いわない号）

札樽線（さっそんせん）は、北海道中央バス（中央バス）が札幌 - 小樽間で運行するバス路線の名称である。
本記事では、派生路線である札樽自動車道（札樽道）経由の高速バス路線についても記述する。

## 歴史
終戦後の中央バス路線網は、札幌から石狩・空知方面と小樽から後志方面へ運行しており、札幌 - 小樽間は分断されていた。営業面からもマイナスであることから札樽線の開設が計画されたが、この区間は1934年（昭和9年）から国鉄バス（省営バス）が独占運行しており、函館本線も並行していることから開設は極めて困難な状況であった。国鉄バスは木炭バスで運行していたが、道路状況が悪く片道2時間30分かかっており、運賃は列車より5割高とあって利用客は低調であった。こうした状況から民営バスの運行を望む声が高まり、1948年（昭和23年）9月に路線免許申請を行ったが、当時はガソリンやタイヤなどの配給制が解除になっておらず、1路線に2社の営業は時期尚早として却下された。
1949年（昭和24年）12月に再度申請を行った。これを知った国鉄バスは翌年より大型車を導入、所要時間を1時間30分程度に短縮すると同時に運行本数を2倍に増やしたところ利用客が増加し、その後も増回→利用客増加を繰り返したため、1路線1社とする必要性は無いことを証明する形となった。当時の専務は陸運局長に対し、国鉄バスとの無用の競争は避け、運行本数や運賃は国鉄バスと協議して決める、途中停留所での乗降はできるだけ行わず急行バスとして運行するなどの約束をし、国鉄本社自動車局へ足を運び了解を取り付けるなど奔走した結果、1950年（昭和25年）12月に路線が免許され、1951年（昭和26年）4月より急行バス6往復の運行を開始。分断されていた営業路線が繋がることとなった。
札樽線の運行を記念し、乗客におしぼりと小樽市内のりかえ券を無料サービスした。冷房がないため窓を開けるが、当時は舗装されておらず土埃が容赦なく入り込んできた。頭から埃だらけの乗客に蒸した熱いおしぼりは好評であったが、国鉄バスから無用な競争を煽るものと苦情が出て、1箇月ほどで中止となった。
札樽バイパス（現：札樽自動車道）開通を機に、1972年（昭和47年）2月より札幌 - 小樽・岩内間に札樽道経由を11往復開設、従来からの国道5号経由20往復と合わせると31往復に増加した。以降、毎年札樽道経由の増回や、小樽 - 札幌 - 千歳空港の開設などを行い、着実に利用客が増加していった。対する国鉄バスは札樽道経由の特急バスを6往復運行したが、利用客低迷を理由に1978年（昭和53年）12月に休止している。その後1986年（昭和61年）になって再開計画が明らかになり、8年間の休止は廃止に等しく今になって再開するのは納得できないと異議を唱えたものの、新規開設ではなく休止路線の再開であるため認めざるを得なく、同年11月に再開された。その代償として10往復の増回が認められている。
バス事業の規制緩和を目前とした2001年（平成13年）には、札樽道経由便にてジェイ・アール北海道バスとの共同運行を開始した。両社で異なっていた愛称も「高速おたる号」に揃えられ、一部に利用制限は残るものの、札樽間高速バス共通カードの発行や乗り場・停留所の統一などにより、合わせた運行回数は120往復（1時間あたり8本）となり、利便性は格段に向上した。
国道経由は2004年（平成16年）11月限りで直通便が廃止され、薬大前で系統分割されたが、利用客の低迷により札幌・桂岡線は2013年3月をもって廃止された。ジェイ・アール北海道バスの国道経由便も宮の沢駅・手稲駅で系統分割しており、札幌 - 小樽直通は両社とも札樽道経由便が主体となっている。

### 年表
- 1951年（昭和26年）4月20日 札樽線運行開始[8][9][10]。
- 1958年（昭和33年）7月1日 札幌朝里川温泉線運行開始[8]。後に廃止。
- 1964年（昭和39年）11月1日 札幌岩内線、札幌美国線運行開始[11][12][13]。
- 1972年（昭和47年）1月31日 札樽道経由区間免許[14][15]。
- 1978年（昭和53年）12月15日 特急かもめ号（後の高速かもめ号）運行開始[16][17]。
- 1984年（昭和59年）12月1日 高速いわない号運行開始[18]。
- 1985年（昭和60年）12月1日 高速おたる号運行開始[18]。
- 1986年（昭和61年）10月1日 高速くっちゃん号運行開始[18]。
- 1987年（昭和62年）8月24日 高速しゃこたん号運行開始[18]。
- 1988年（昭和63年）6月5日 - 高速くっちゃん号の夏期1便をニセコまで延長し、ニセコ延長便を高速ニセコ号（初代）とする[18][注 4] 。後に延長運行廃止。
- 1991年（平成3年）12月1日 - キロロ線運行開始[19]。
- 1992年（平成4年）10月1日 - 札樽道全線開通
  - 高速かもめ号の札幌市内区間を札樽道・道央道直行に切り替え[19]。
  - 高速おたる号北大経由便運行開始[19]。北大経由に限り、札幌市内相互乗降の扱いは無し。
  - 従来からの系統を「円山経由」とする。
- 1995年（平成7年）12月1日 - 高速よいち号運行開始。
- 1997年（平成9年）12月1日 - 高速かもめ号を翌年2月28日まで冬期運休とする。
- 1998年（平成10年）12月1日 - 高速かもめ号廃止。
- 1999年（平成11年）3月11日 - 高速おたる号マイカル小樽経由運行開始。
- 2000年（平成12年）11月1日 - 高速おたる号望洋台経由の試験運行開始。翌年1月31日までの予定を3月31日まで延長。
- 2001年（平成13年）
  - 4月1日
    - 高速おたる号マイカル小樽経由廃止。
    - 高速おたる号望洋台経由本運行開始。

  - 7月1日 - 高速おたもい号試験運行開始。同年9月30日で終了[20]。
  - 12月1日
    - ジェイ・アール北海道バスの札樽道経由便と共同運行開始。同時に、北大経由の札幌市内相互乗降が可能となる[21]。
    - 冬期のみ高速おたる号天狗山スキー場系統運行開始。
- 2002年（平成14年）5月20日 - 高速くっちゃん号全便をニセコまで延長し、高速ニセコ号（2代）として運行開始[22]。
- 2003年（平成15年）12月1日 - 高速おたる号天狗山スキー場系統廃止（最終運行は2002年度冬期）。
- 2004年（平成16年）12月1日 - 国道経由便の直通系統を廃止し、札幌 - 桂岡と小樽 - 桂岡に分断。
- 2005年（平成17年）4月1日 - 札幌ターミナル発着の高速よいち号、高速しゃこたん号、高速いわない号、高速ニセコ号を札幌駅前ターミナル発着に短縮[23]。
- 2013年（平成25年）4月1日 - 国道経由便の札幌桂岡線を廃止[6]。
- 2019年（令和元年）12月1日 - 札幌キロロ線を廃止（最終運行は2018年度冬期）[24]。
- 2023年（令和5年）10月1日 - 高速しゃこたん号の夏期一部便の積丹神威岬までの延長運行を廃止[25]。
- 2025年（令和7年）4月1日 - 高速かもめ号廃止後約27年ぶりとなる、新千歳空港連絡バス小樽発着便が復活[26]。

## 運行系統

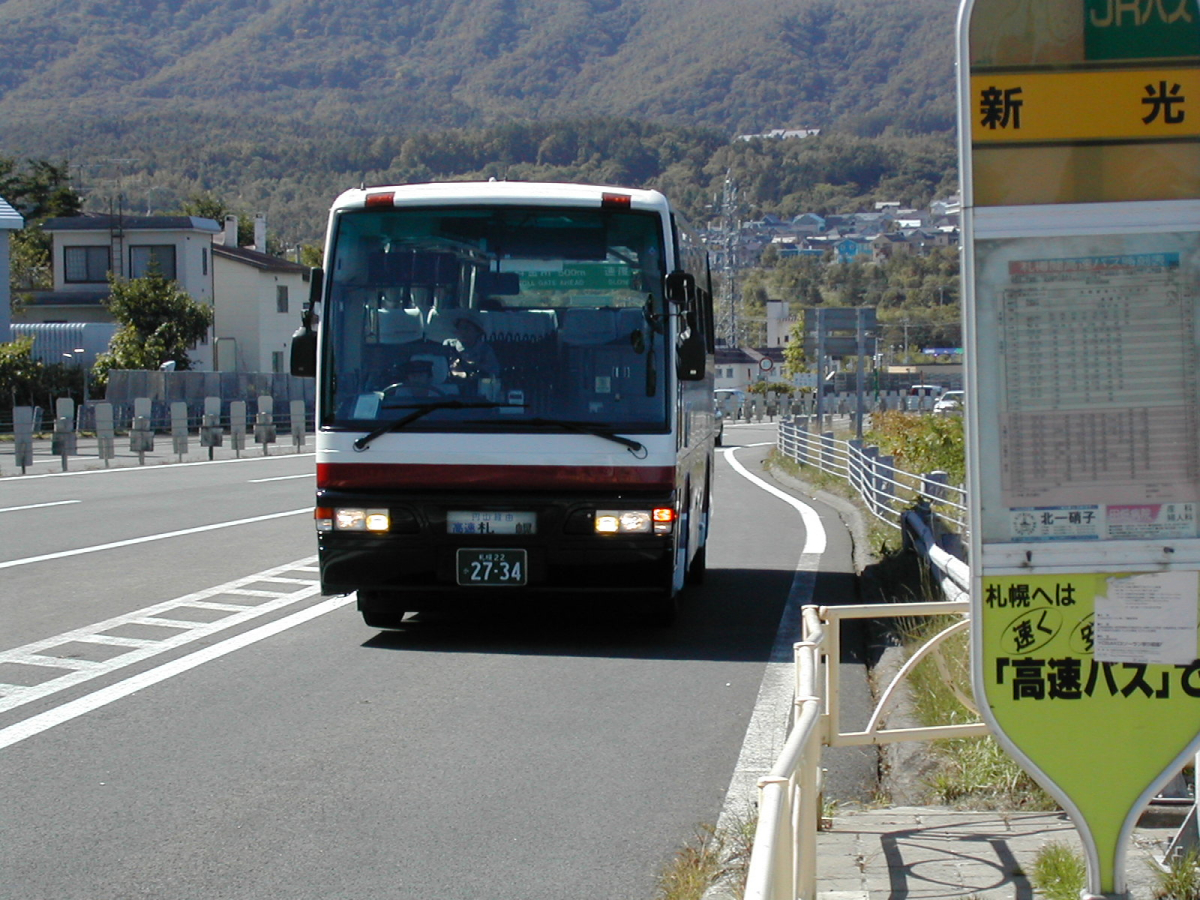
新光に入る高速おたる号

2025年（令和7年）4月1日現在。札樽道経由の札幌 - 小樽間はジェイ・アール北海道バス共同運行区間。

### 小樽桂岡線
- 小樽駅前（小樽ターミナル） - 住吉神社前 - 潮見台 - 小樽築港駅 - 張碓小学校 - 桂岡 - 桂岡中央公園/桂岡会館下[注 5]

### 高速おたる号
- 円山経由：札幌駅前 - 円山第一鳥居 - 西町北20丁目 - （札樽道） - 潮見台 - 住吉神社前 - 小樽駅前
- 北大経由：札幌駅前→札幌ターミナル - 北大正門前 - 地下鉄北34条駅前 - （札樽道） - 潮見台 - 住吉神社前 - 小樽駅前
  - 札幌駅前→札幌ターミナルは往路・復路とも矢印順に停車[27]。
  - 夏期及び小樽雪あかりの路期間中、一部便を小樽駅前より日銀金融資料館（小樽バイン前）・小樽運河ターミナルまで延長運行[28]。
- 望洋台経由：札幌駅前 - 円山第一鳥居 - 西町北20丁目 - （札樽道） - 望洋台大橋 - 桜町 - 小樽築港駅

### 高速よいち号
- 札幌駅前 - （円山経由） - 小樽駅前 - 余市駅前十字街 - 余市役場前 - 余市梅川車庫前

### 高速しゃこたん号
- 札幌駅前 - （円山経由） - 小樽駅前 - 余市駅前十字街 - 余市役場前 - 余市梅川車庫前 - 古平役場前 - 美国

### 高速いわない号
- 札幌駅前 - （円山経由） - 小樽駅前 - 余市駅前十字街 - 仁木役場前 - 国富事業所 - 共和役場前 - 岩内ターミナル

### 高速ニセコ号
- 札幌駅前 - （円山経由） - 小樽駅前 - 余市駅前十字街 - 仁木役場前 - 国富事業所 - 倶知安十字街 - ニセコビュープラザ - ポテト共和国 - いこいの湯宿いろは
  - 「ポテト共和国」は、2022年度より12月1日から3月31日までのニセコ行のみ停車しない[29]。
  - 冬期運行の札幌・ニセコ号（札幌駅 - （中山峠経由） - ニセコ）については、札幌第一観光バスを参照。札幌・ニセコ号向けの一部バスパックは高速ニセコ号にも乗車可能[30]。

### 新千歳空港連絡バス（小樽）
- 小樽駅前・主要ホテル・住吉神社前・潮見台 - （札樽道・道央道） - 南千歳駅・新千歳空港
  - 1978年12月から1998年11月まで、高速かもめ号の名称で運行していた。

## 休廃止系統
札樽線（国道5号経由）
札幌駅前ターミナル - 円山第一鳥居 - 西町北20丁目 - 手稲本町 - 銭函 - 桂岡 - 薬大前/桂岡会館下 - 桂岡 - 張碓小学校 - 朝里町 - 潮見台 - 住吉神社前 - 小樽駅前
札幌桂岡線
札幌駅前ターミナル - 円山第一鳥居 - 西町北20丁目 - 宮の沢駅（宮の沢バスターミナル） - 銭函 - 桂岡 - 薬大前/桂岡会館下
高速おたもい号
札幌ターミナル - 札幌駅前ターミナル - （円山・臨港線経由） - 色内小学校下 - おたもい団地 - おたもい入口（試験運行のみで終了）
高速おたる号
マイカル小樽経由：札幌駅前ターミナル - （円山・札樽道朝里IC経由） - 小樽自動車学校前 - マイカル小樽 - 小樽駅前
天狗山系統：札幌駅前ターミナル - （円山経由） - 小樽駅前 - 天狗山スキー場（冬期運行）
すすきの発 年末深夜バス：札幌ターミナル - すすきの（南3条西3丁目） - 北1条西4丁目 - （札樽道） - 潮見台 - 小樽駅前
新日本海フェリー系統：小樽港新日本海フェリーターミナル→（札樽道）→西町北20丁目→円山第一鳥居→札幌駅前ターミナル（期間限定運行）
高速しゃこたん号
積丹神威岬延長運行：札幌駅前ターミナル - （通常便と同経路） - 美国 - 島武意海岸入口 - 積丹余別 - 積丹神威岬（夏期限定運行）
札幌キロロ線
札幌ターミナル・札幌駅前ターミナル - （札樽道） - キロロリゾート（冬期運行・予約制）
期間限定路線として、小樽旭川線、小樽富良野線、新千歳空港キロロ線も運行されていた。